# Marchosias

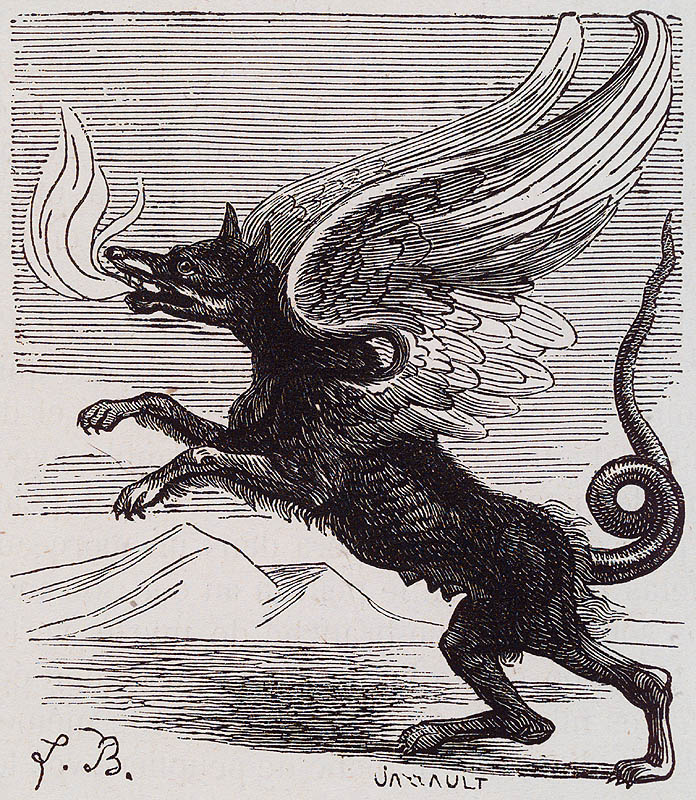
Marchosias como uma quimera cuspidora de fogo com asas de um grifo e cauda de uma serpente.

Na demonologia, Marchosias é o Poderoso Grande Marquês do inferno, que tem trinta legiões de demônios sob seu comando. Ele é forte e um excelente lutador e muito confiável para o mágico, dando verdadeiras respostas para todas as perguntas. Marchosias esperava após mil e duzentos anos para voltar ao céu, com a não-anjos caídos, mas ele se enganou quanto a sua esperança.
Ele é descrito como um lobo com asas de um grifo e uma cauda de serpente, que, nos termos do pedido, muda sua forma para uma jovem mulher, loira e de asas negras, sendo essa a forma "humana" de Marchosias. 
O nome Marchosias, vem do Latim antigo 'marchio', marquês.